# شرکت مدیا سورس
شرکت مدیا سورس (به انگلیسی: Media Source Inc) (اختصاری MSI) یک شرکت آمریکایی است که در پلین سیتی، اهایو واقع شده است. این شرکت کارش را در سال 1980 با عنوان «Pages» شروع کرد و در مارس 1999 نامش را تغییر داد. این شرکت صاحب کتاب‌های هورن، شامل مجله کتاب هورن، انجمن صنفی کتابخانه های جوان، خط تلفن کتابخانه، لایبرری ژورنال (در سال 2010 خریداری شد)، مجله اسکول لایبرری (در سال 2010 خریداری شد) و دیجیتال شیفت است. 

## منبع
مشارکت‌کنندگان ویکی‌پدیا. «Media Source Inc.». در دانشنامهٔ ویکی‌پدیای انگلیسی، بازبینی‌شده در ۲۰۲۴-۰۶-۰۵.